# Castelo de Scrabster
O Castelo de Scrabster foi um castelo perto da vila de Scrabster, em Highland, na Escócia.

## História
Construído pelos bispos de Caithness, o castelo serviu como Palácio do Bispo para os mesmos bispos. O Bispo João de Caithness foi mutilado por Harald Maddadsson, Mormaer de Caithness, em 1201, depois de ser sitiado no castelo, tendo a sua língua e olhos removidos pela recusa de João em cobrar o Óbolo de São Pedro, um imposto de 1/10 da renda de cada homem livre. George Sinclair, 4º Conde de Caithness, apreendeu o castelo em 1544.